# 英美凸尾介
英美凸尾介（学名：Caudites engamei）为粗面介科凸尾介屬下的一个种。